# Wairepo Kettleholes Conservation Area
Das Wairepo Kettleholes Conservation Area ist ein unter Naturschutz stehendes Gebiet in der Region Canterbury auf der Südinsel von Neuseeland. Das Gebiet untersteht dem Department of Conservation.

## Geographie
Das Gebiet des Wairepo Kettleholes Conservation Area befindet rund 8 km südlich des Lake Ōhau und rund 14 km nordnordwestlich der Ortschaft Omarama in einer weiten Ebene, die sich westlich und nordwestliche der Diadem Range erstreckt. Das Schutzgebiet misst rund 3 km in Südost-Nordwest-Ausdehnung und maximal 1,8 km in Südwest-Nordost-Richtung. Es deckt in etwa eine Fläche von 4,2 km² ab. Das Areal befindet sich auf einer Höhe von um die 600 m über dem Meeresspiegel.

## Kettleholes
Als Kettleholes werden in der englischen Sprache Vertiefungen in der Landschaft bezeichnet, die sich beim Rückzug von Gletschern in der Landschaft bilden können. Sie sind zumeist mit Wasser gefüllt, kleiner Seen gleich.
In dem Gebiet des Wairepo Kettleholes Conservation Areas sind drei dieser mit Wasser gefüllten Vertiefungen zu finden. Weitere Vertiefungen sind nur zeitweise mit Wasser gefüllt oder sind gar ausgetrocknet. Der Ohau Glacier, der diese Landschaft formte, bedeckte vor mehr als 10.000 Jahren das Land.

## Flora und Fauna
Das Gebiet des Conservation Areas ist mit roten Tussock-Gras und Ried-ähnlichem Gras bewachsen. Pinien, die sich in der Landschaft ausbreiten, werden von Zeit zu Zeit von Mitgliedern von Naturschutzorganisationen aus der Landschaft entfernt.
Vögel, wie der Schwarze Stelzenläufer (black stilt), der Schiefschnabel (wrybill), die Graubauch-Seeschwalbe (black-fronted tern) und die Löffelente (shoveller duck), sind häufiger in dem Gebiet anzutreffen.